# Leptotarsus rubroniger
Leptotarsus rubroniger är en tvåvingeart som först beskrevs av Alexander 1921.  Leptotarsus rubroniger ingår i släktet Leptotarsus och familjen storharkrankar. Inga underarter finns listade i Catalogue of Life.